# Baldo Rossi (musicista)
Baldo Rossi (Firenze, 4 settembre 1914 – Ronciglione, 24 agosto 1978) è stato un musicista italiano.
Diplomato in violoncello e trombone al conservatorio Cherubini di Firenze, intraprende la carriera di musicista suonando in orchestre come la Ritmi Moderni di Francesco Ferrari e con Puccio Roelens. Con il suo gruppo ed insieme ad altri musicisti di valore si trasferisce a Roma per formare la grande orchestra di ritmi moderni dell'EIAR, poi Rai, dove per oltre trent'anni è capo orchestra.